# ヴェスタ (ロケット)

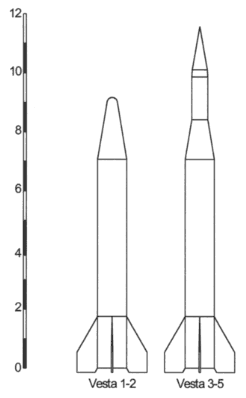
Vesta

ヴェスタは、1962年にフランス陸軍の液体燃料ロケットエンジンの開発研究所であるLRBAが設計された観測ロケット。ヴェスタロケットは、CNESからの要求に応じ、以前にLRBAで開発されたヴェロニク観測ロケットに対し、より大型の実験装置を高高度に運ぶために開発された。
ヴェスタロケットは、酸化剤と燃料に硝酸とテレピン油を用いており、エンジンの推力は160キロニュートンであった。全高10.2 m、直径は1 mで重量は（ペイロードを含まず）5.1トン。500 kgのペイロードを高度400 kmまで打ち上げることが出来た。
1965年から1969年にかけてアマギールとクールーで5機が打ち上げられ、最終機はクールーで打ち上げられた。最初の2機の打ち上げは、ロケット運用の確認のためであり、残りの3機は科学実験が目的であった。
機体名称の頭文字のVは開発拠点であったヴェルノン(Vernon)に由来する。

## 文献
- Olivier Huwart. Marines. ed. Du V2 à Véronique : la naissance des fusées françaises. pp. 189. ISBN 2-915379-19-X